# Propebela rugulata
Propebela rugulata (common name: Gould's miền bắc turrid) là một loài ốc biển, là động vật thân mềm chân bụng sống ở biển trong họ Conidae, họ ốc cối.